# Nikki Walker
Pour les articles homonymes, voir Walker.
Pas d'image ? Cliquez ici

a Compétitions nationales et continentales officielles uniquement.

b Matchs officiels uniquement.
Dernière mise à jour le 11 novembre 2021.
Nikki Walker, né le 5 mars 1982 à Aberdeen (Écosse) est un joueur de rugby à XV qui joue avec l'équipe d'Écosse de 2002 à 2011, évoluant au poste de trois-quarts aile (1,93 m et 103 kg).

## Biographie
Il a eu sa première cape internationale le 9 novembre 2002 contre l'équipe de Roumanie.
Il a joué avec les Border Reivers en coupe d'Europe et en Celtic League.
En 2006-2007 il dispute la coupe d'Europe et la Celtic League avec les Ospreys.
- 2002-2006 : Border Reivers
- 2006-2012 : Ospreys
- 2012-2013 : Worcester Warriors
- 2013 : Édimbourg Rugby
- 2013-2014 : Hawick RFC

## Palmarès
- 24 sélections
- 6 essais (30 points)
- Sélections par années : 3 en 2002, 7 en 2007, 5 en 2008, 3 en 2010 et 6 en 2011
- Tournoi des Six Nations : 2007, 2008, 2011
- Coupe du monde : 2007